# Bell Gothic
Bell Gothic est une police de caractères sans-serif conçue par Chauncey H. Griffith (en) en 1938.

## Conception
Griffith's typeface Bell Gothic est distinct pour les empâtements sur le I majuscule, le pied et la barre transversale sur la figure 1, l'angle et la terminaison de la ligne sur les caractères b, d, h, k, l, n, p et q.